# Groupe Émeraude
Le Groupe Émeraude était un holding d'un groupe français qui exploitait des établissements consacrés aux loisirs, répartis sur le territoire national : 8 casinos, 3 hôtels sous la marque « hôtel du Béryl », des spas, des restaurants, discothèques, salles de spectacles, salles de cinéma, salles de réception et séminaire.
Il fut racheté en 2019 par le Groupe Joa. Les casinos, hôtels, spas, Discothèques reviennent donc au groupe JOA.

## Liste des casinos
France :
- Bagnoles-de-l'Orne (Orne)
- Bourbonne-les-Bains (Haute-Marne)
- Châtelaillon-Plage (Charente-Maritime)
- Fécamp (Seine-Maritime)
- Fouras (Charente-Maritime)
- Lons-le-Saunier (Jura)
- Saint-Brevin-les-Pins (Loire-Atlantique)
- Saint-Jean-de-Monts (Vendée)

## Liste des hôtels
- Hôtel Spa du Béryl*** de Bagnoles-de-l'Orne (Orne)
- Hôtel Spa du Béryl*** de Saint-Brevin-les-Pins (Loire-Atlantique)
- Hôtel du Béryl*** de Lons-le-Saunier (Jura)